# Hans Hermann

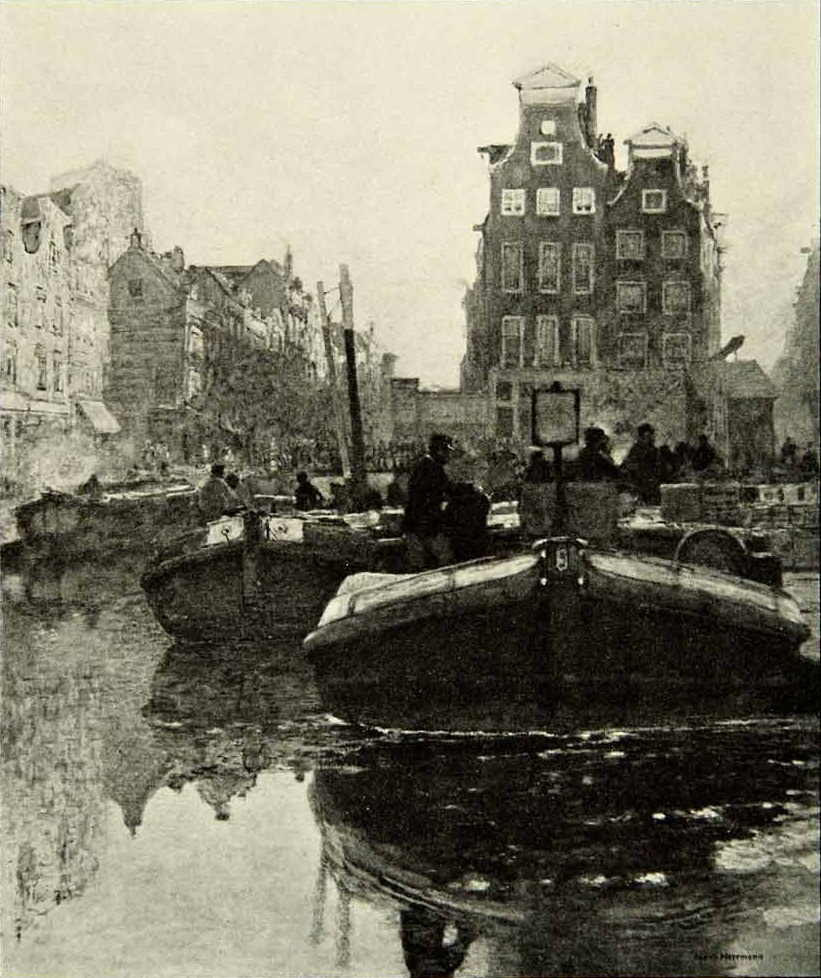
Rotterdamse haven, tekening

Hans Emil Rudolf Hermann (Berlijn, 8 maart 1858 - aldaar, 1 juli 1942) was een Duits kunstschilder. Hij werkte hoofdzakelijk in Nederland en schilderde in een impressionistische stijl.

## Leven en werk
Hermann studeerde van 1874 tot 1879 aan de Academie voor de kunst te Berlijn, onder Eduard Daege en later Otto Knille (tekenen), Christian Wilberg (kunstschilderen) en Karl Goesov (landschapsschilderen). In 1880 vervolgde hij zijn studies aan de Kunstacademie Düsseldorf, bij Eugen Dücker.
Vanuit Düsseldorf, waar hij in 1883 een eigen atelier begon, maakte Hermann ook zijn eerste studiereizen naar Nederland. Hij schilderde eerst een poosje in Dordrecht en zou daarna jaarlijks voor langere periodes naar Nederland afreizen, vanaf 1886 vanuit Berlijn. Hij schilderde onder meer in Amsterdam, Rotterdam, Vlissingen, Volendam, Spakenburg en Katwijk aan Zee (waar hij werkte met German Grobe). In de jaren 1890 sloot hij zich een tijd lang aan bij de Egmondse School van Gari Melchers en George Hitchcock. Ook maakte hij, zij het minder prominent, deel uit van de Berlijnse 'Groep van elf' (‘Gruppe der XI’), met onder andere Walter Leistikov en Max Liebermann. Hij schilderde vooral 'en plein air', vooral dorps-, stads-, strand- en havengezichten, met veel menselijke figuren, grauwe luchten en aandacht voor typisch Hollandse folklore-elementen. Karakteristiek voor zijn werk zijn de afgewogen kleur- en lichtwaarden en een losse, impressionistische toets. De directe visuele impressie stond altijd centraal in zijn werk, hoewel hij ook oog hield voor anekdotische details. Hermann maakte ook studiereizen naar Frankrijk en Italië (Venetië). Hij was ereburger van Berlijn. Hij overleed in 1942 te Berlijn, 82 jaar oud. 

## Galerij

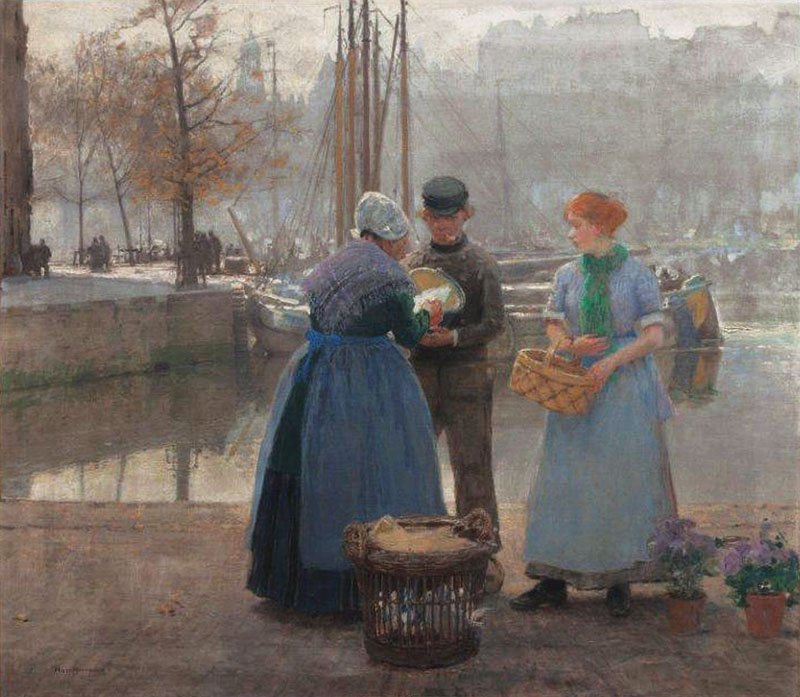
Herfstochtend in Rotterdam
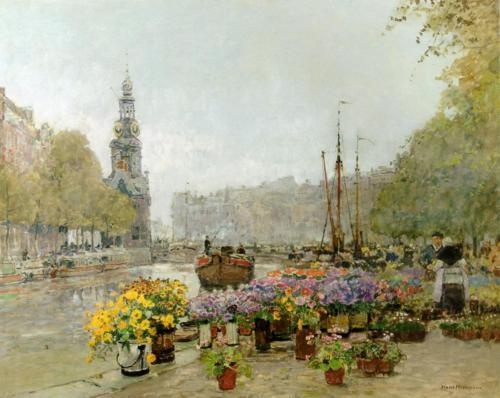
Bloemenmarkt aan de Singel, Amsterdam
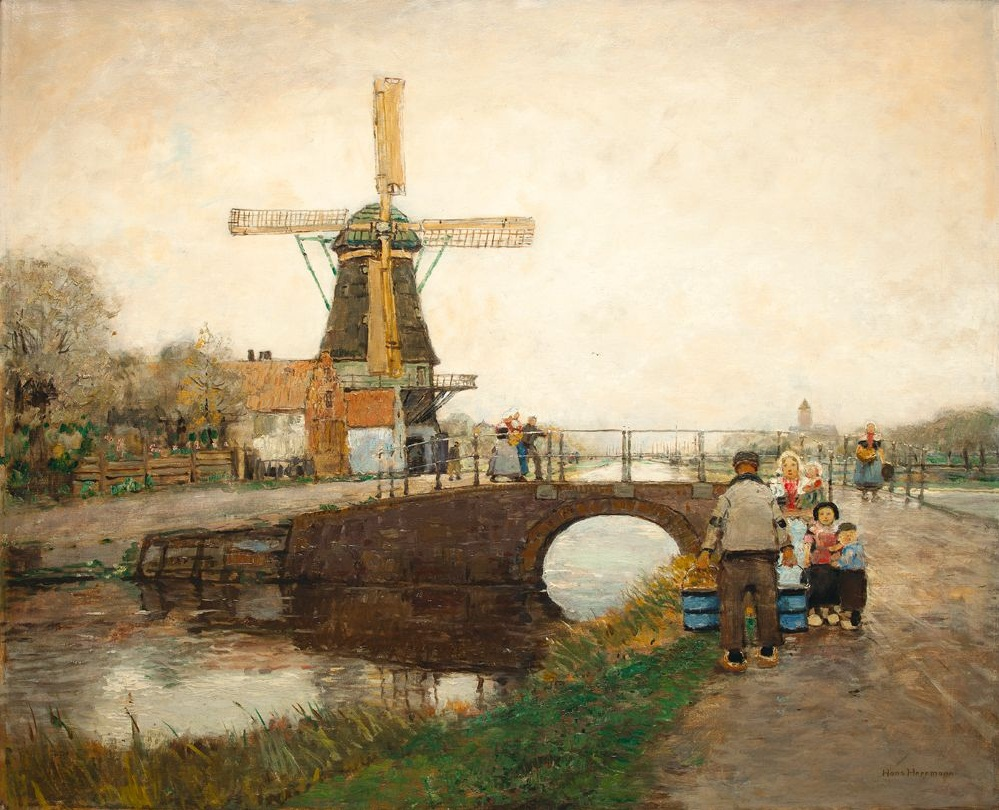
Molen bij Spakenburg
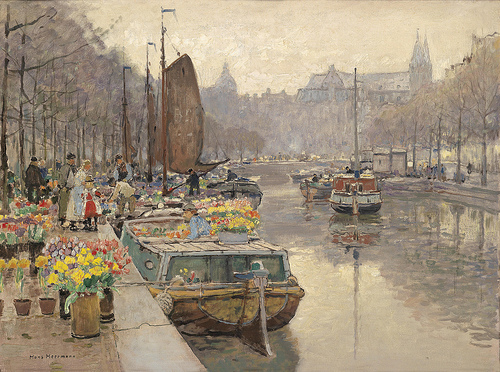
Bloemenmarkt, Amsterdam
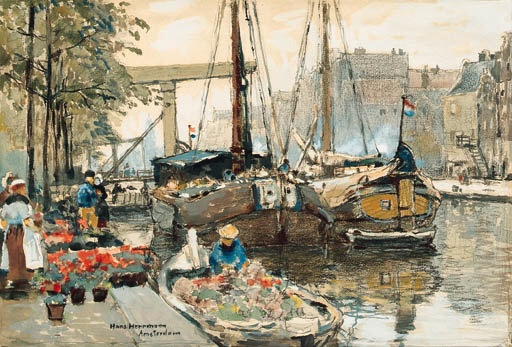
Langs het kanaal, Amsterdam
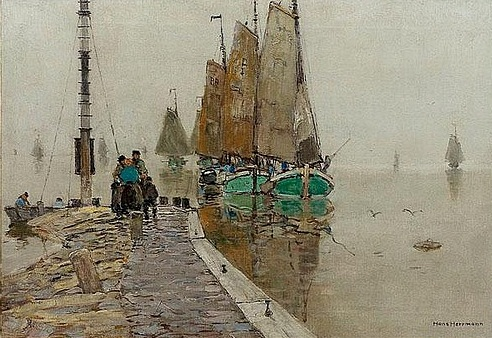
Aan de Zuiderzee
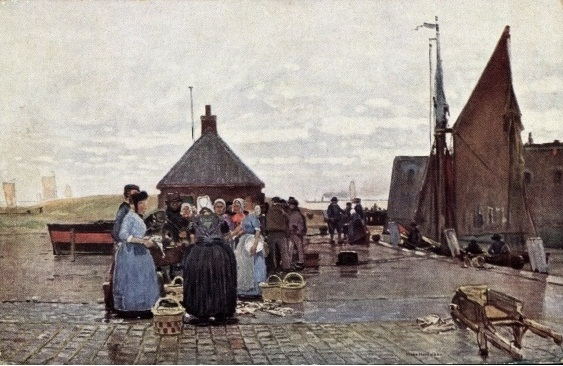
Vrouwen op de vismarkt, Vlissingen
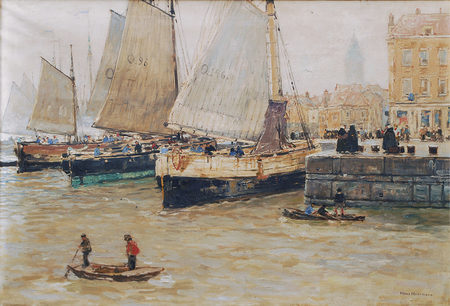
Haven van Oostende